# Коммерческое образование
Комме́рческое образова́ние — «имеет цель дать знания, полезные для торговой деятельности». В специальную отрасль народного образования выделяется в промышленно развитых странах в XIX веке, «когда чрезвычайное развитие торговли и появление громадных торгово-промышленных предприятий потребовали множества людей, специально подготовленных к службе в этих учреждениях». По составу дисциплин находится на стыке естественных (естественно-научное, горное, химико-технологическое), общественных (юридическое) и ряда других образовательных дисциплин, в преломлении через призму экономического образования.
При этом, термином «коммерческое образование» всё чаще ошибочно называют платное образование.

## Коммерческое образование в XIX веке за рубежом

### Германия
В 1892—1893 учебном году в Германии было
- 52 высшие коммерческие школы с 4865 учениками,
- 6 средних с 716 учениками,
- 193 низших с 18 728 учениками.

Для поступления в высшие коммерческие школы Германии требовалось свидетельство об окончании 4 классов гимназии или реального училища. Курс обыкновенно 3-летний. При некоторых школах открыты одногодичные курсы для окончивших средние учебные заведения и желающих изучить коммерческие предметы. Есть ещё курсы со специальной целью, например академия дрогистов или частный практический институт конторских работ.
В средние коммерческие школы принимались ученики, окончившие общеобразовательные низшие училища. Курс двухлетний. Школы эти обыкновенно учреждаются при городских училищах.
Цель низших коммерческих школ — дать возможность молодым людям, находящимся на службе в торговых домах, приобрести необходимые для них сведения. Среднего типа для них установить нельзя. Продолжительность обучения колеблется между ½ и 3½ годами. На некоторых курсах преподается одно лишь счетоводство, с корреспонденцией и конторскими работами, в других — все специально коммерческие предметы. Занятия происходят вечером или ранним утром, или во время дневного отдыха, или по воскресеньям; особенными симпатиями пользуются вечерние школы с полугодичными курсами и свободным выбором предметов. Школьные издержки ложатся преимущественно на купеческое сословие, хотя многим школам оказывают денежную помощь государство и города.

### Австро-Венгрия
В Австро-Венгрии высшие и средние коммерческие школы представляют много сходства с германскими. Низшая коммерческая школа заступает здесь место повторительной, которую, по закону, обязан посещать всякий состоящий в ученье у ремесленника, промышленника или купца. Содержание низших коммерческих школ вообще должно ложиться на общины, но многие из них содержатся торговыми палатами и товариществами или получают пособия от правительства.
- в Австрии насчитывалось 115 школ с 14 271 учеником
- в Венгрии — 124 с 8915 учениками, в том числе 17 женских (в 1891/92 уч.г.)

Женские коммерческие курсы в Венгрии руководствующиеся общим учебным планом. На женские курсы принимаются девушки, окончившие первые четыре класса высшей женской городской школы, не старше 18 лет. Срок обучения — 8 месяцев.
При будапештской коммерческой академии был организован специальный двухгодичный «восточный» коммерческий курс, где преподавались румынский, сербский, болгарский, турецкий и новогреческий языки.

### Франция
Во Франции насчитывалось лишь 7 высших и 4 средних коммерческих школ, в которых в 1886/87 уч.году было 1517 учащихся. Автор статьи в энциклопедии Брокгауза и Ефрона отмечает, что при этом «курс коммерческого образования во Франции был разработан значительно полнее; в особенности хорошо поставлен курс высших школ».
Высшие коммерческие школы Франции имеют двухлетний курс; они больше немецких и австрийских, приближаются к типу высших учебных заведений, но все-таки не удовлетворяют требованиям, какие предъявляются, например, к университетам. Наиболее широкое коммерческое образование дается в Ecole des hautes études commerciales в Париже.
Для средних школ к тому времени «был издан весьма целесообразный нормальный учебный план и программы, но они ещё не получили полного осуществления на практике».
Помимо них, существовало много других разнообразно организованных коммерческих школ для служащих. Коммерческие школы Франции содержались за счёт различных обществ, городов, частных лиц; правительство предоставляло субсидии только в некоторых случаях. Кроме коммерческих школ во Франции также действовало множество бесплатных или почти бесплатных коммерческих курсов, которые содержатся, по большей части, обществами, иногда городом или коммерческими школами. Так, например, одно такое общество — Association philotechnique — имело в 1885/86 уч.году в Париже 7 отделений для взрослых мужчин, 8 — для женщин и 4 смешанных. Город Париж содержал 15 курсов для девочек и 20 для мальчиков.

### Италия
В Италии в 1886 г. было 18 коммерческих школ, в том числе 3 высшие. Как и в России, развитие коммерческого образования в Италии в XIX веке шло по линии технических школ и институтов (последние организовывали для этого в своей структуре специальные коммерческие отделения). Коммерческий курс технической школы в Италии составлял 3 года, а технического института 4 года.
В деле организации высших коммерческих школ Италия в XIX веке опережала другие европейские страны. В составе этих школ организовывалось три отделения:
1. коммерческое, с 3-летним курсом,
2. консульское, с 5-летним курсом, и
3. педагогическое, приготовляющее к преподаванию в коммерческих училищах, с 5-летним или 4-летним курсом.

В Италии правительство принимало на себя значительную часть ежегодных издержек на технические институты, школы и на высшие коммерческие школы. Кроме того, часть издержек покрывалось взносами муниципальных и региональных органов власти городов и провинций, а также торговых палат.

### Соединённые Штаты Америки (США)
По итогам 1893 года органы национальной статистики США получили отчёты от 233 коммерческих школ, в которых насчитывалось 1305 преподавателей (995 мужчин и 310 женщин) и 64 858 учащихся (47710 мужчин и 14448 женщин). Сверх того, в коммерческих отделениях при общеобразовательных школах насчитывалось 17125 учащихся.
Автор статьи в Энциклопедии Брокгауза и Ефрона констатирует, при огромных, несопоставимых с Европой количественных масштабах сети коммерческих школ в США, уровень и качество получаемого там образования отличался от Европы в обратную сторону. Среди указанных 233 заведений не было «ни одной высшей коммерческой школы», и «преподавание в коммерческих школах носит утилитарный, практический характер; продолжительность курса от 3-х месяцев до 2-х лет».
Сравнительно короткий срок, 3—5 месяцев в начале обучения, отводились на прохождение курсов бухгалтерии, коммерческих вычислений, торгового права, корреспонденции и составления торговых документов. Затем ученики переходят в практическое отделение школы, где работают, последовательно, в учебном банке (в энциклопедии, буквально: «в примерном школьном банке»), комиссионной, страховой или транспортной конторе, торгово-промышленном доме и т. п. До окончания курса учащиеся обязаны прослужить на разных должностях, сначала исполняя простейшие работы, переходя затем к более сложным.
«Вместо экзаменов, ученики через определённые сроки дают отчёт в своих занятиях и самостоятельно разрабатывают вопросы из той или другой отрасли коммерческой деятельности (прим.: в XX веке эта дидакт. форма называлась case study). Особенное внимание обращено на сообщение ученикам привычки точно и ясно выражать свои мысли устно и письменно. Для этого каждое утро, до начала занятий, ученики, по выбору товарищей, произносят речи по вопросам коммерческой практики; устраиваются также специальные собрания учеников, на которых в прениях участвуют все желающие». Иностранные языки в коммерческих школах США по общему правилу не преподавались, ввиду кратковременности курса (и, очевидно, за ненадобностью).

## Коммерческое образование в дореволюционной России
До 1894 года коммерческие училища находились в ведении министерства народного просвещения.
9 (21) мая 1894 года состоялось Высочайшее повеление о передаче коммерческих училищ в ведение министерства финансов и 1 июля 1894 года пять из семи, существовавших в тот момент времени училищ (за исключением Императорских петербургского и московского), были переданы Минфину. Для управления ими министерство открыло при своём департаменте торговли и мануфактур отделение по заведованию коммерческими учебными заведениями. 15 (28) апреля 1896 года вышло «Положение о коммерческих учебных заведениях», в соответствии с которым эти образовательные учреждения делились на два типа:
- коммерческие училища
- торговые школы

Тогда же была создана инспекция коммерческих учебных заведений.
В 1897 году число коммерческих училищ в ведении министерства финансов увеличилось с 5 до 17, а к 1900 году было 26 учебных заведений — коммерческих училищ, торговых школ, торговых классов и курсов коммерческих знаний. К началу 1903 года их было уже 147.
Коммерческие училища по своему уставу и программе являлись средними учебными заведениями с продолжительностью курса 7—8 лет, дававшими по выпуску общее и специальное образование. В первых 5 классах преподавание основных предметов велось по сокращённым программам реальных училищ, но с большим объёмом практического курса иностранных языков. В двух старших классах изучались специальные предметы:
- бухгалтерия
- коммерческая арифметика
- корреспонденция на русском и иностранных языках
- торговое и промышленное законоведение
- политическая экономия
- коммерческая география
- химия
- товароведение

Выпускники коммерческих училищ получали право поступать в высшие коммерческие и технические учебные заведения. В начале XX века курс обучения в некоторых коммерческих училищах увеличился до 9 лет.
По состоянию на 1900 год (год выхода 30-го тома Энциклопедии Брокгауза и Ефрона) в них было учащихся: в Императорском петербургском училище — 502, Императорском московском — 582, Петровском — 488, Александровском — 595, одесском — 469 человек.
В 1906 году коммерческие училища были изъяты из ведения министерства финансов и переданы в ведение министерства торговли и промышленности России.

### Демидовское коммерческое училище

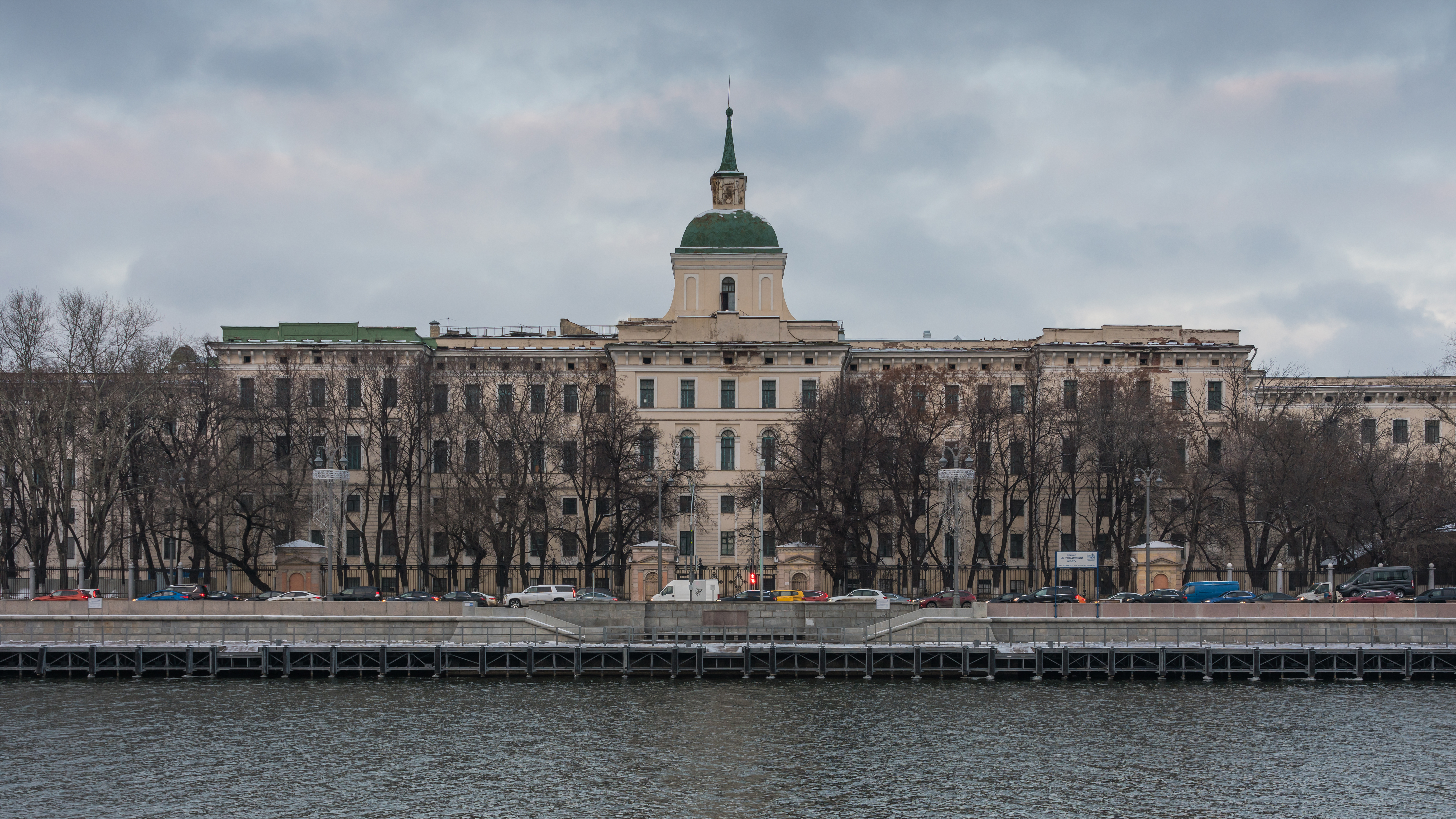
Императорский Воспитательный дом. Главный корпус (фото 2018 года)

Первое коммерческое училище возникает в России в то время, когда — по утверждению автора статьи в Энциклопедии Брокгауза и Ефрона — «на Западе не было ещё ни одной школы с такой специальностью». В 1772 г. П. А. Демидов пожертвовал 205000 руб., дабы на капитал этот «заведено было коммерческое воспитательное училище». Его и учредили при воспитательном доме в Москве — благотворительном закрытом учебно-воспитательном учреждении для сирот, подкидышей и беспризорников, основанном в 1764 году по инициативе русского просветителя И. И. Бецкого.
Ученики обучались языкам французскому, немецкому и английскому, коммерческой арифметике, коммерческой корреспонденции и бухгалтерии, на русском и иностранном языках. В училище были воспитатели и воспитательницы, по преимуществу иностранцы, обязанные говорить с воспитанниками на иностранных языках. Детей, однако, приходилось набирать в Петербурге и отправлять их в Москву, так как, по словам И. И. Бецкого,
«к отдаче в коммерческое училище из тамошнего купечества и ниже кого из других желающих не явилось».
В конце концов в 1799 г. училище отделили от воспитательного дома, дали ему новый устав, и как самостоятельное учреждение перевели в Петербург. Как бы то ни было, через 13 лет это уберегло будущих воспитанников училища от перипетий пожара 1812 года (перед сдачей Москвы Наполеону ни одного из 350 сирот Воспитательного дома не эвакуировали, оставив их, а также размещённых в доме раненых и само здание на попечение И. А. Тутолмина).
В 1790 году Демидовское училище окончил В. С. Кряжев — публицист, переводчик, педагог.

### Санкт-Петербург

#### Петербургское Императорское коммерческое училище (б. Демидовское)
В 1841 году устав переведённого в 1799 г. из Москвы Демидовского училища был изменён. В 1879 г. коммерческое училище получило новый устав, причисливший его к разряду средних учебных заведений. По этому уставу оно должно было давать учащимся общее образование и приготовлять их к коммерческой деятельности и к должностям бухгалтеров, контролёров, приказчиков в торговых конторах, на фабриках и в других подобных заведениях.
В училище принимали сыновей купцов, мещан и лиц других состояний, с 10-летнего возраста. Продолжительность обучения составляла — 8 лет, из которых 6 лет посвящались общеобразовательному курсу и 2 года — специальному. Кроме того, при училище был открыт приготовительный класс. В число специальных предметов, помимо иностранных языков, входили:
- коммерческая арифметика
- техническая химия
- товароведение
- бухгалтерия
- законоведение
- политическая экономия
- корреспонденция
- история торговли
- коммерческая география.

Окончившим курс училища давалось звание личного почётного гражданина, а детям дворян и чиновников, при поступлении на государственную службу — чин XIV класса. Окончившим курс с отличием присваивалось звание кандидата коммерции.
Среди известных выпускников — советский актёр, лауреат двух Сталинских премий первой степени Н. В. Комиссаров.

#### Петровское коммерческое училище

Петровское коммерческое училище
(открытка конца XIX в.)

В 1880 г. на средства петербургского купечества было открыто Петровское коммерческое училище. По его уставу в училище принимались дети купеческого сословия не моложе 9 лет. Училище имело 8 классов: 1 приготовительный, 5 общеобразовательных и 2 специальных. Образовательные программы и права учащихся были сходны с Петербургским коммерческим училищем.
Поначалу училище располагалось на Лиговском проспекте, а потом переехало на Фонтанку, 62. В 1900 году училище было награждено золотой медалью на Всемирной выставке в Париже.

#### Другие коммерческие училища Петербурга
- Выборгское восьмиклассное коммерческое училище (Финский пер., 5). Учреждено в 1906 году А. К. Трейфельдт с целью предоставить учащимся в нём общее и коммерческое образование. Находилось в ведомстве Министерства торговли и промышленности. Директор с основания до смерти в 1925 г. — П. А. Герман. В 1919 г. преобразовано в 157-ю трудовую школу, сохранившую его традиции и значительную часть педагогического коллектива (сущ. до 1930 г.)[3].
- Введенское коммерческое общественное училище В 1901 году Е. Ф. Шрекником было учреждено частное коммерческое училище, которое находилось в ведомстве Министерства финансов. В 1908 году училище перешло ко Второму товариществу преподавателей, был утверждён новый устав и изменилось наименование: «С.-Петербургское коммерческое училище Второго товарищества преподавателей». В 1911 году был утверждён новый устав и училище получило название «Введенское коммерческое училище» (общественное).
- Охтинское коммерческое училище (учреждено в 1908) и Царскосельское коммерческое училище (учреждено в 1912) — их директором был публицист, востоковед и археолог Яков Гурлянд.
- Путиловское училище. Учреждено в 1912 году Путиловским обществом содействия коммерческому образованию в С.-Петербурге, образованным из служащих Путиловского завода.
- Семиклассное Четвёртого Товарищества преподавателей. В 1905 году Н. М. Глаголевой было открыто частное женское семиклассное коммерческое училище, а 4 июня 1908 года — мужское семиклассное коммерческое училище; 21 января 1911 года оба училища Н. М. Глаголевой перешли к Четвёртому товариществу преподавателей и были преобразованы в «Семиклассное коммерческое училище Четвёртого товарищества преподавателей в С.-Петербурге».
- Рождественское Шестого Товарищества преподавателей. В 1905 году было учреждено частное женское семиклассное коммерческое училище М. А. Минцловой; в 1907 году оно было переименовано в «Рождественское частное семиклассное коммерческое училище М. А. Минцловой в С.-Петербурге». В 1913 году училище перешло к Шестому товариществу преподавателей, 10 августа 1913 года был утверждён новый устав и учебное заведение получило наименование «Рождественское коммерческое училище Шестого товарищества преподавателей в С.-Петербурге».
- Ямбургское коммерческое училище. Учреждено в 1907 году Ямбургским обществом «Просвещение».

#### Петербургский институт высших коммерческих знаний
В 1907 г. в Петербурге учреждаются Высшие коммерческие курсы, которые в 1910 г. преобразуются в Петербургский институт высших коммерческих знаний. В июне 1917 г. он переименовывается в Петроградский коммерческий институт, однако под этим названием институту фактически работать не довелось. В 1919 году он возобновляет работу под названием Петроградского института народного хозяйства. В 1930 его преобразовывают в Институт советской торговли (ныне Санкт-Петербургский торгово-экономический институт).

### Москва

#### Московское Императорское коммерческое училище
Московское коммерческое училище было основано в 1804 году на средства московского купечества. Его устав и права были аналогичны СПб. коммерческому училищу; оба они находились в ведении учреждений Императрицы Марии и управлялись почётным опекуном, при участии советов, в состав которых входили представители местного купечества.

#### Московская практическая академия коммерческих наук
В том же 1804 г. в Москве основано было ещё одно коммерческое училище, которое в 1806 г. приняло название «Московской практической коммерческой академии», а позже переименовано в «Московскую практическую академию коммерческих наук». В 1810 г. в Москве учреждается среди купечества общество любителей коммерческих наук, которое и приняло в своё заведование академию. В 1851 г. общество и академия получили новый устав, действовавший и в настоящее время. В 1860-е гг. профессора академии проводили при ней ряд публичных бесплатных лекций по различным предметам коммерческой специальности. Лекции пользовались в Москве большой популярностью.

#### Александровское коммерческое училище
В 1885 г. открыто в Москве Александровское коммерческое училище. На содержание училища московское биржевое общество пожертвовало более 70 тыс. руб.

#### Московский Коммерческий институт
Открыт 19 февраля (4 марта) 1907 года как «Коммерческий институт московского общества распространения коммерческого образования». Ныне Российская экономическая академия им. Г. В. Плеханова.

### Одесса

#### Одесское коммерческое училище Николая I

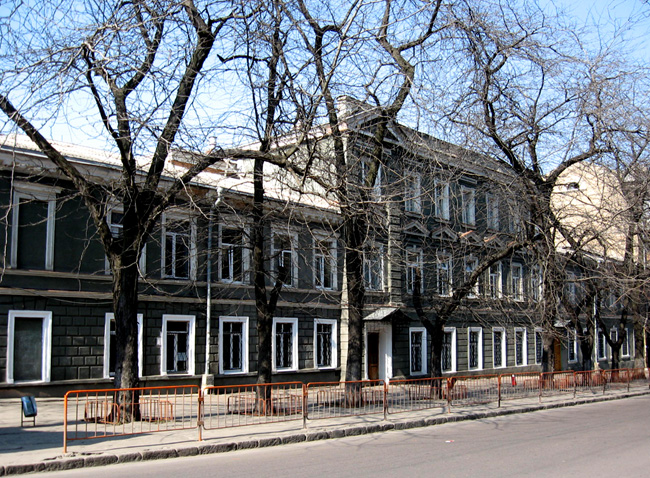
Здание Ришельевского лицея, принадлежавшее в 1862—1877 гг. Одесскому коммерческому училищу имени Николая I

В 1851 году одесское купечество составило акт об учреждении в Одессе, на средства купечества, высшего в крае специального коммерческого училища. Устав одесского училища утвержден только в 1861 году. По этому уставу училище имело только 4 специальных класса. От поступающих требовалось знание курса 4-х классов гимназии. Оканчивающие не пользовались правами, предоставленными другим подобным заведениям. В 1869 году училище было преобразовано в шестиклассное: 4 первых класса сделаны общеобразовательными, а два последних — специальными. Окончившим были предоставлены некоторые из прав, которыми пользовались окончившие курс в других коммерческих училищах.
В 1907—1911 гг. в училище преподавал историк-славист А. В. Флоровский.
Как и в других коммерческих училищах России, в Одесском коммерческом училище Николая I еврейская квота была равна проценту бюджета школы, поставляемому еврейским купечеством Одессы, то есть, фактически не существовала (напротив, государственные гимназии, подчинявшиеся Министерство Просвещения, имели 10 % в черте оседлости, 5 % за её пределами и 3 % для обеих столиц).
Среди известных выпускников: русский советский журналист С. Л. Кугульский, журналист и публицист А.Кауфман. Самым знаменитым выпускником училища был писатель И. Э. Бабель.
Учился в нём, но не окончил, музыкант и театральный критик З.-И. Ашкенази. Также Одесское коммерческое училище окончил будущий главный редактор газеты «Правда», глава Наркомата Гос. Контроля СССР Л. З. Мехлис.

#### Частное коммерческое училище Г. Ф. Файга
Семиклассное коммерческое училище было создано в августе 1894 года после преобразования учебного заведения Генриха Файга, открытого им в Одессе ещё в августе 1884 года, когда он поместил в Одесском листке объявление: «Учебное заведение с курсами 6-классной классической прогимназии и реального училища Генриха Файга, содержавшего 10 лет училище в Москве, переведено с разрешения попечителя Одесского учебного округа в Одессу». В училище преподавали рисование Г. А. Ладыженский и К. К. Костанди, в 1898—1899 годах географию преподавал отец Валентина Катаева, Пётр Васильевич Катаев. Директором в начале XX века был профессор Новороссийского университета А. Ф. Фёдоров. В 1900 году одесское коммерческое училище Г. Ф. Файга было представлено на Всемирной выставке в Париже и награждено бронзовой медалью за материалы в разделе «Воспитание и образование», характеризовавшие постановку учебно-воспитательного дела в заведении. С 1884 года училище располагалось в небольшом двухэтажном здании на углу Елизаветинской и Торговой улиц. В отличие от других реальных училищ и гимназий, в училище Фрайга не было процентной нормы для евреев, но родители-евреи, определявшие сюда своих детей, должны были привести туда же напарника православного исповедания. За годы существования училища из него исключили только одного ученика — им был Лазарь Вайсбейн (Леонид Утёсов).

### Рига

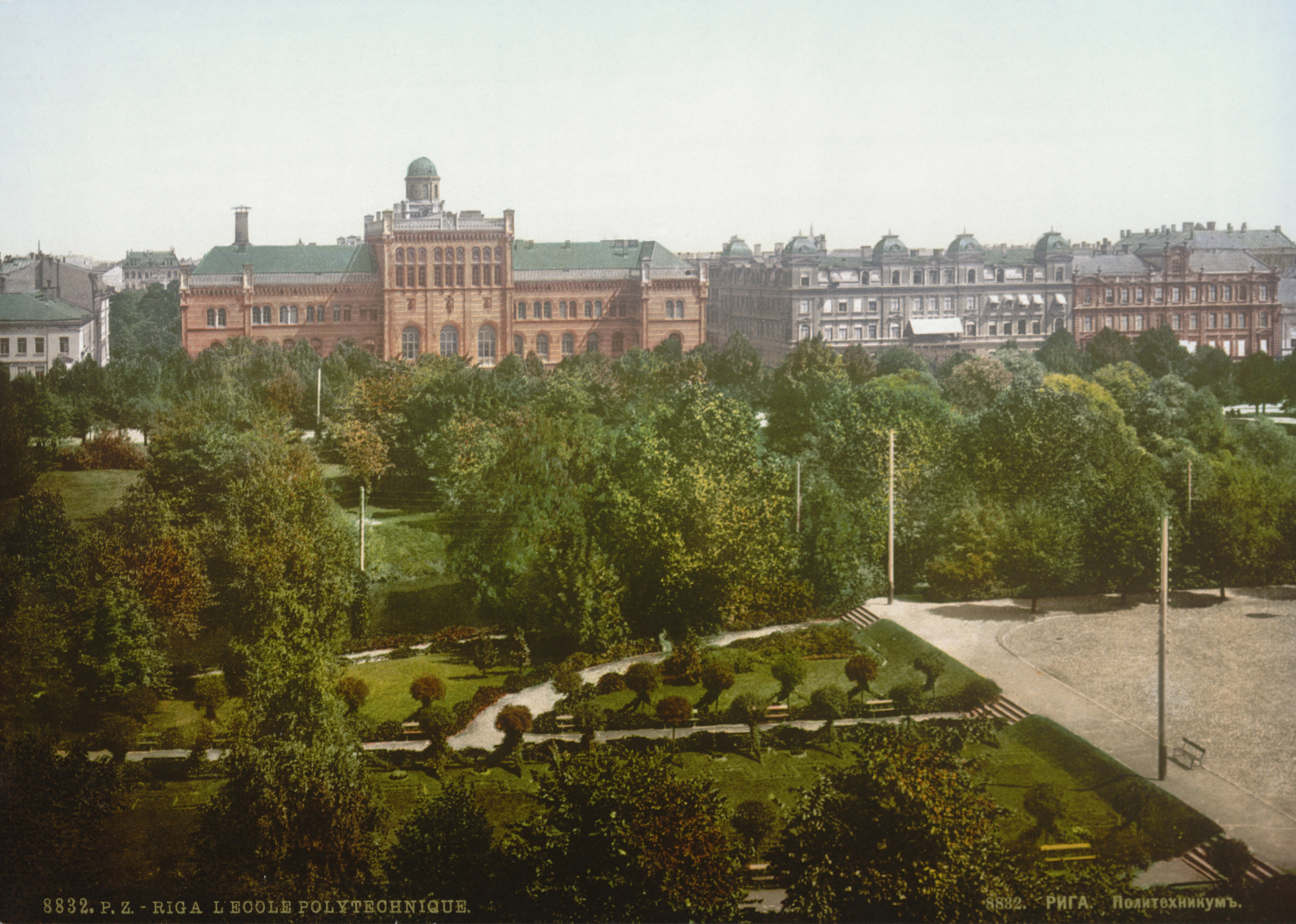
Рижский политехникум (открытка 1890—1900 гг.)

Рижское коммерческое училище было открыто в 1861 году по решению Рижского Биржевого комитета для детей купечества и буржуазии. Кроме того, в Рижском политехникуме имелось коммерческое отделение, одно из 8, где образование предоставлялось за плату. 
Наиболее полного развития курс коммерческого образования достиг…, главным образом благодаря тому, что этому училищу с самого основания было предоставлено много простора.
Поэтому к началу XX века уровень коммерческого образования его выпускников был
не ниже того, какое дают высшие коммерческие школы во Франции и в Антверпене.
В число учащихся принимались лишь окончившие 6 классов общеобразовательных заведений (гимназии), и потому программа была рассчитана только на 3 года, включая лишь специальные предметы. В их числе:
- коммерческая география
- статистика
- коммерческая арифметика
- конторское дело и счетоводство
- политическая экономия
- энциклопедическая химия
- энциклопедическая физика
- наука о финансах
- история торговли
- история народного хозяйства
- торговое, вексельное и морское право
- товароведение
- коммерческая практика
- учреждение рижской торговли

### Томск

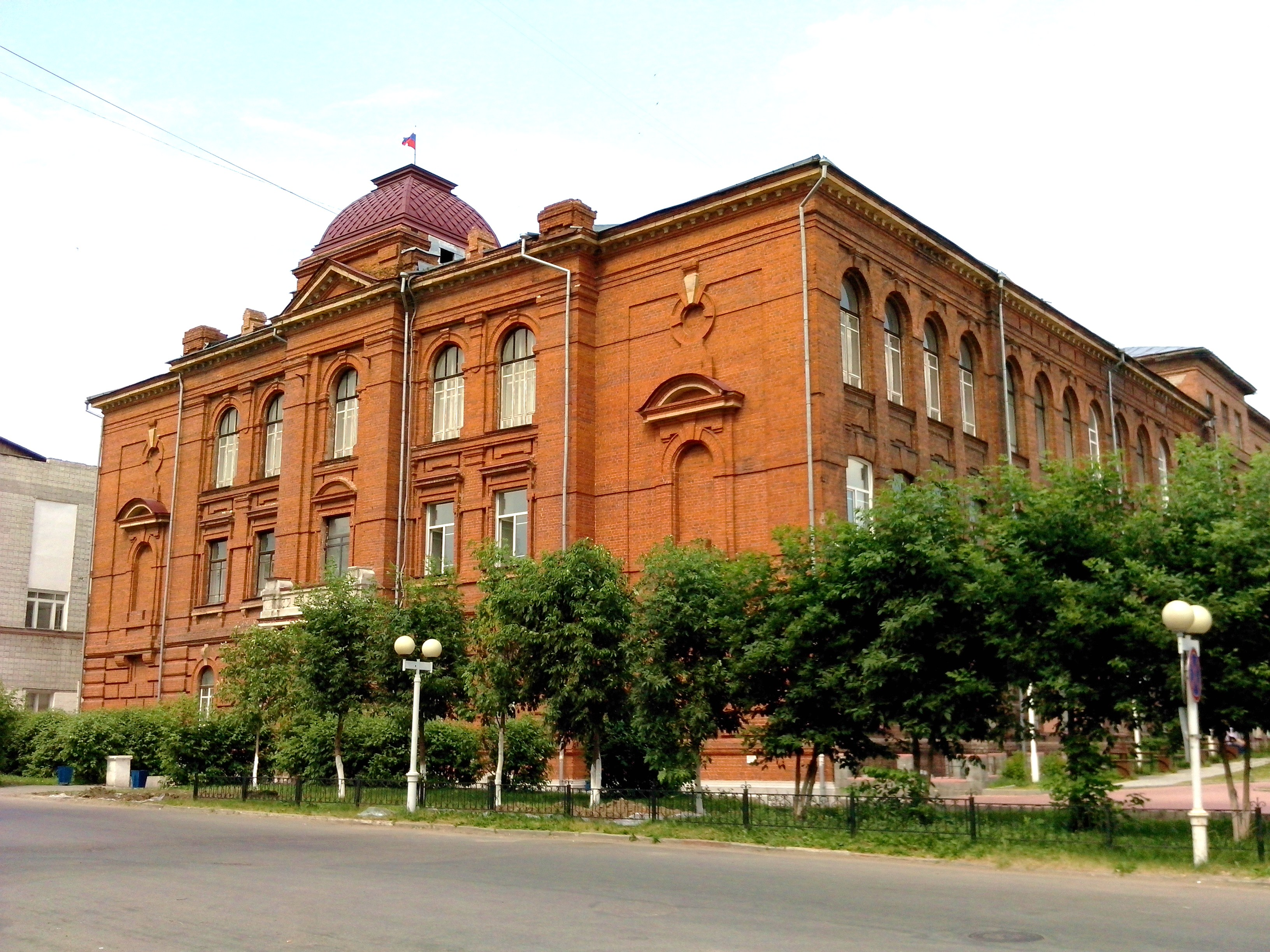
Здание Сибирского Томского Коммерческого Училища, построенное по проекту архитектора К. К. Лыгина в 1904 году (фото 2013 года).

Открытое в 1901 году Первое Сибирское Коммерческое училище имени цесаревича Алексея было уникальным для Русской Азии (земли, восточнее Казани) специальным политехническим учебным заведением в России и единственным из учебных заведений на обширных просторах Сибири в самом начале XX века.
Новое учебное учреждение, усилиями сообщества и купечества, получило не только большие и светлые рисовальные и чертёжные классы, но также Актовый зал (на 600 мест), Гимнастический зал, библиотеку, естественнонаучный музей с большим количеством коллекций, физическую и химическую лаборатории с аудиторией, две столовых и кухню. Для отдыха учеников на переменах на каждом из этажей здания были устроены рекреационные залы. В фойе 2-го этажа были установлены скульптуры юношей в древнегреческом классическом стиле для эстетического воспитания обучающихся.
Томское Сибирское коммерческое училище, по своему уставу, являлось средним специальным учебным заведением с восьмилетним сроком обучения (I и II ступеней), дававшим общее, техническое и коммерческое образование. В Училище принимались дети всех сословий и вероисповеданий в возрасте от 10 до 12 лет, однако обучение было платным. Училище находилось в ведении Министерства торговли и промышленности Российской империи.

### Харьков

#### Харьковское коммерческое училище Императора Александра III

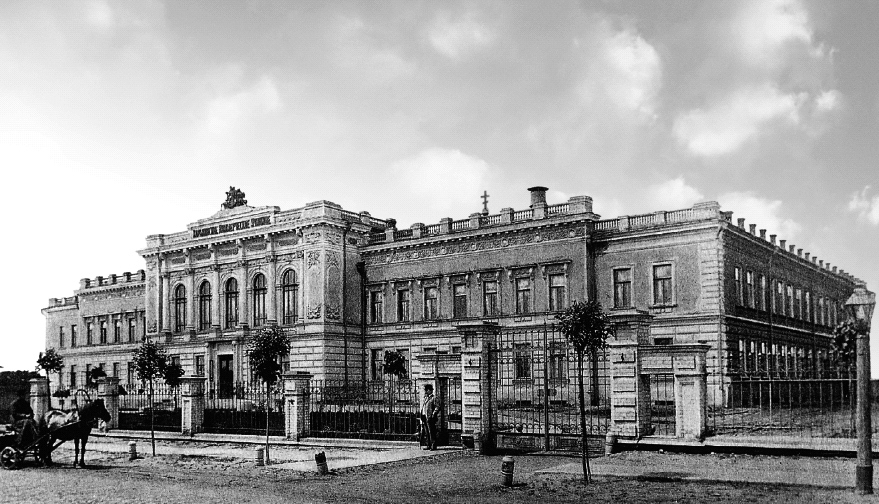
Здание Харьковского коммерческого училища Императора Александра III, конец XIX в.

Формирование системы коммерческих учебных заведений в Харькове, к. XIX — нач. ХХ ст.

Инициатором создания училища был харьковский купец, коммерц-советник Н. В. Орлов, активный деятель Харьковского купеческого общества. Впервые инициатива создания училища была выдвинута в 1868 г., однако, из-за изменения законодательства о городском самоуправлении не была реализована. Вновь, долго вынашиваемая инициатива была выдвинута Харьковским купеческим обществом в феврале 1888 г. Реализацию проекта ускорили события, связанные с крушением императорского поезда и чудесным спасение царской семьи под Харьковом. В обстановке патриотического подъёма чрезвычайное собрание ХКО 26 октября 1888 г. окончательно одобрило вопрос о создании училища.
Создание училища должно было предотвратить выход потомков купеческих фамилий из сословия, что они как правило делали, получая высшее образование, не имевшее в то время специального коммерческого профиля. Исходя из этого, училище должно было иметь элитный характер и обеспечивать высокий уровень профессиональной подготовки, соответствующий будущим «руководителям торгового дела». На протяжении последующих десятилетий оформилась практика благотворительных стипендий для неимущих учащихся (в 1910 г. бесплатно обучались 85 учащихся из 291).
Согласно уставу (1993 г.), скорректированному после принятия общего Положения о коммерческих учебных заведениях (1896 г.), училище имело статус государственного учебного заведения. Однако, вопросы внутренней жизни ХКУ решались Попечительным Советом, избираемым купеческим обществом. (Председатель Н. В. Орлов, с 1902 г. И. К. Велитченко, членами совета в разное время были А. К. Алчевский и Н. Ф.фон-Дитмар). Училище финансировалось за счёт самообложения членов Харьковского купеческого общества и платы за обучение. В 1893 г. училище получило построенный по специальному проекту А. Н. Бекетова корпус (ныне — памятник архитектуры), к преподаванию были привлечены профессора и преподаватели университета и технологического института, были устроены специальные учебные кабинеты, лаборатории, торговый музей.
Как и в других коммерческих заведениях России, успешно окончившие курс училища получали с аттестатом звание личного почётного гражданина; лучшие выпускники — степень кандидата коммерции; отличники награждались золотыми и серебряными медалями. Училище готовило специалистов высшей квалификации для торговых и промышленных предприятий.

#### Харьковский коммерческий институт
Создан в 1912 г. как вечерние Высшие коммерческие курсы, действовавшие при Харьковском коммерческом училище, по инициативе проф. Н. И. Палиенко и при поддержке общественности города. Курсы финансировались за счёт платы за обучение и взносов членов Харьковского купеческого общества.
Учебный план курсов изначально был ориентирован на стандарт института. Курсы имели один факультет (экономический, декан М. Н. Соболев), где на старших 3 — 4 курсах обучение строилось по циклам: экономическо-коммерческому, педагогическому (для подготовки преподавателей средних коммерческих учебных заведений), банково-страховому, местного хозяйства, промышленному (горнопромышленная группа). Курсы действовали на началах академического самоуправления, общие вопросы жизни учебного заведения решал Попечительный совет (предс. коммерции-советник И. К. Велитченко).
В 1916—1917 уч. году, после переезда в построенный по проекту А. Н. Бекетова корпус, общий контингент курсов составил 1226 студентов и студенток и 186 вольнослушателей, в том числе на первом курсе 854 учащихся: 462 студента, 326 студенток, 48 вольнослушателей и 18 вольнослушательниц. Обучение вели 58 преподавателей: 15 профессоров, 2 приват-доцента, 33 преподавателя и 8 ассистентов.
В 1916 г. специальным законопроектом курсы получили статус Коммерческого института.
В ХКИ с 1915 г. начало работу первое в России научно-исследовательское экономического учреждение — Кабинет экономического изучения России. Созданный по инициативе проф. П. И. Фомина, Кабинет издавал Бюллетени и проводил исследования по заказам коммерческих заведений, государственных учреждений и местного самоуправления.
В 1918—1920 гг. в ХКИ обучался будущий Нобелевский лауреат С. Кузнец.
В 1920 г. реорганизован в Харьковский институт народного хозяйства.

### Киев

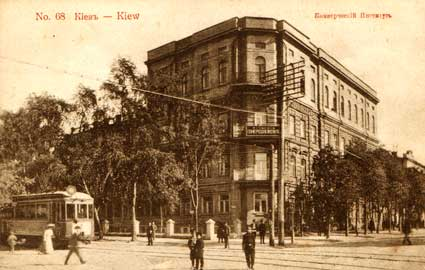
Коммерческий институт в Киеве (открытка начала XX века)

Предшественником Киевского коммерческого института (ККИ) были основанные в 1906 году по инициативе профессора-историка Митрофана Довнар-Запольского частные Высшие коммерческие курсы под эгидой Министерства торговли и промышленности. Был подан и проект устава заведения как коммерческого института. Его утверждение затянулось до 12 (25) мая 1908 года, причём на волне «демократизации», поднявшейся после Манифеста 17 октября 1905 г., поначалу удалось вообще избежать упоминания о еврейской квоте. В ККИ сразу же устремилась еврейская молодежь из других городов империи.
Из Одессы приехал учиться в ККИ будущий писатель Исаак Бабель; из Риги — Шлойме Вовси (он же артист и режиссёр Соломон Михоэлс); из Острополя — будущий британский переводчик Шмил Котелянский; из Брест-Литовска — Вольф Шлиомович Высоцкий, чьё имя прославил его внук, Владимир Семёнович Высоцкий.
В 1912 году институту предложили устранить недочёты в уставе и получить права, равные с другими государственными учебными заведениями России. Цена вопроса — ввести 5 % еврейскую квоту. При том, что к концу 1911/1912 учебного года иудеи составляли примерно 60 % общего числа слушателей института, большая их часть встала перед выбором: перейти в разряд вольнослушателей (то есть слушать лекции «на птичьих правах» в ожидании освободившихся вакансий), либо выкреститься в православие. Последний вариант к лету 1913 года предпочло 80 человек.
Структурно ККИ был разделён на 2 отделения: экономическое и коммерческо-техническое. Сверх того, для более детального изучения некоторых отраслей знания были учреждены подотделы:
- Железнодорожный
- Страховой
- Банковый
- Педагогический
- Земско-городской

При открытии курсов в 1906 году было 239 слушателей. По состоянию на 15 сентября 1913 года в институте обучалось 3942 чел., в том числе по сословному происхождению:
- Дворяне — 179
- Почётные граждане — 126
- Мещане — 1710
- Крестьяне — 325
- Духовенство — 690
- Чиновники — 172
- Военные — 101
- Купеческое — 407
- Иностранцы — 31
- Прочие — 93

После революции, в 1920 году на базе ККИ был создан Киевский институт народного хозяйства им. Коротченко.
В 1907—1913 гг. в ККИ учился, и в 1913—1915 г. преподавал известный сионист Соломон Гольдельман (1885—1974; псевд. С.Золотаренко и С.Золотов). В 1916 году в институт поступил приехавший из Владимира А. И. Безыменский(1898—1973); в том же году будущий известный советский поэт вступил в РСДРП(б). В 1911—1915 гг. в институте основы коммерции освоил будущий протопресвитер РПЦЗ (Австралия, Новый Южный Уэльс) В. Н. Лотоцкий (1888—1974)

### Средние специальные учебные заведения
Средние специальные учебные заведения России, для выпускников которых были не столь принципиальны сословная миграция выпускников (звание личного почётного гражданина помогало пересечь черту оседлости и давало право устройства на государственную службу), накладывали на обучение менее жёсткие ограничения по национальному признаку. М.Кальницкий и Б.Хандрос пишут:
Нередко демонстрировали вполне благоприятное отношение к евреям средние коммерческие училища Киева. В Первом коммерческом училище, содержавшемся Киевским купеческим собранием, дело было поставлено чисто по-купечески: какой процент бюджета заведения обеспечивают евреи, такой процент еврейских учащихся туда и поступит. Богачи-иудеи не ударили пейсами в грязь. Мало того, что их взносы обеспечивали свыше половины потребностей училища, но и само его здание (сейчас — ул. Воровского, 24) было построено на средства одного из богатейших киевских евреев Льва Бродского.
 Как Первое, так и Второе коммерческое училище г. Киева держали в своём штате преподавателей иудейской религии.

### Курсы коммерческих знаний в различных городах
Кроме училищ, содержимых за счет купеческих обществ, в нескольких городах России действовали частные курсы. Так, в Петербурге действовали частные курсы коммерческих знаний Вальденберга, курс бухгалтерии A.M.Вольфа, счетоводные курсы Ф. В. Езерского, Высшие коммерческие курсы Побединского, женские курсы П. О. Ивашинцовой. Последние имели довольно обширную программу; для поступления требовался аттестат 7-классной гимназии или института.
Наряду с училищами, находившимися в ведении государственных министерств, в России действовали и частные коммерческие училища. Из них можно упомянуть Одесское коммерческое училище Файга, в котором учился (но был отчислен) известный советский артист эстрады, певец и киноактёр Леонид Утёсов.

### Коммерческие отделения при реальных училищах
Помимо коммерческих училищ с 1872 г. стали учреждаться коммерческие отделения при многих реальных училищах. Курс продолжался два года; в состав входят, кроме общеобразовательных предметов, два новых языка — французский и немецкий, а также
- коммерческие вычисления
- коммерческое письмоводство и книговодство
- коммерческая география и коммерческая экономия (на эту последнюю уроков в учебном плане не положено, она указана только в программе).

На коммерческие отделения ученики реальных училищ переходили по окончании 4 классов. Число таких учеников было значительно меньше, чем на других отделениях. К рубежу XIX—XX веков как число коммерческих отделений, так и число учащихся в них в стало заметно уменьшаться. Многие реальные училища вынуждены были вовсе закрыть коммерческие отделения, за недостатком учеников.

### Коммерческие гимназии

Коммерческая гимназия в Таганроге (совр. фото)

В эпоху реформ Александра I, затронувших в начале XIX века и образование, в России вновь открывались не только университеты и училища, но и специализированные гимназии.
24 января (5 февраля) 1803 года Александр I утвердил «предварительные правила народного просвещения», в соответствии с которым началась разработка учебных планов заведений разных уровней. По одному из них, составленному для всех гимназий по образцу французских лицеев, предполагалось обучение начальным основаниям всех наук, в том числе одна ставка учителя предполагалась для ведения следующих курсов:
Г. Естественная история, технология и коммерческие науки — один старший учитель, 16 ур.
- III кл. — естественная история, приноровленная к сельскому и лесному хозяйству, и
- IV кл. — естественная история в более широких размерах, технология и наука о торговле

Кроме того, учитель истории и географии должен был преподавать:
- в III кл. — общую статистику
- в IV кл. — статистику Российской империи,

а учитель философии и изящных наук:
- в IV кл. — право естественное, право народное и политическую экономию.

В числе дисциплин, необходимость обучения которым доказывали реформаторы, было и товароведение. В 1803 году Главное правление училищ составило список книг, одобренный для употребления в гимназии, в который, наряду с другими вошли 6-томный «Коммерческий словарь» 1787 год и торговая энциклопедия Людовици. На всю Россию создали две специальные коммерческие гимназии: в Одессе (1804) и Таганроге (1806). Две — немало, если учесть, что к 1824 году по всей России действовало 49 гимназий с 5491 учащимися, а в 1891 — всего-то 180 (сто восемьдесят) гимназий и 59 прогимназий с 61079 гимназистами и гимназистками на всю «шестую часть земного шара». Поэтому, хоть реформаторы и добились, чтобы учебники по коммерции были в каждой гимназической библиотеке России, степень реальной пользы населению (а также расходов казны) можно себе представить из этих цифр.
Коммерческие гимназии состояли из:
1. приходского училища,
2. уездного училища, и
3. собственно гимназии.

В уездном училище проходили, в том числе, «физические и технологические замечания, полезные для местной промышленности». В гимназическом отделении — всеобщую грамматику, новогреческий и итальянский языки, а также:
- алгебру и арифметику, «приспособленные к коммерции»
- основания естественного права
- коммерческую географию
- бухгалтерию

и прочую науку коммерции: познание фабрик и товаров, история коммерции, коммерческие и морские права.
В 1817 году одесская коммерческая гимназия была упразднена. Более долгая жизнь оказалась суждена таганрогской коммерческой гимназии: хоть в 1837 году её и преобразовали в классическую, но учебное заведение сохранилось, и действует поныне (сегодня это — Гимназия № 2 им. А. П. Чехова).

## Коммерческое образование в СССР

### 1918—1927
Уже в годы Первой мировой войны из системы народного просвещения и образования России выпали учреждения, оказавшиеся на оккупированной врагом территории. Часть из них оказалась на территории губерний, где в состоянии оккупации объявлялось о независимости вновь создаваемых (т. н. лимитрофных) государств. После Великой Октябрьской социалистической революции, в годы Гражданской войны некоторые университеты и училища приостанавливали или вовсе прекращали свою деятельность в период смены властей.
Первой, насущной задачей новой Советской власти в области народного образования была ликвидация массовой неграмотности: 4/5 населения великой империи были безграмотны. В октябре 1918 ВЦИК утвердил «Положение о единой трудовой школе РСФСР», которое узаконивало обязательное бесплатное и совместное обучение всех детей школьного возраста от 8 до 17 лет. Сохранившиеся здания и помещения бывших средних коммерческих учебных заведений, по общему правилу, использовались для возобновления учебного процесса, уже в качестве школ 1-й либо 2-й ступеней (градация, вновь введённая этим Постановлением ВЦИК).
Низкий общеобразовательный уровень населения потребовал от советской власти организовать предварительную подготовку трудящихся, желавших получить высшее образование. В 1919 году в Москве открываются для этого вечерние курсы, в дальнейшем вошедшие в систему рабочих факультетов (сокр. рабфаков). Прообраз первого рабфака Советской России начал действовать, по инициативе М. Н. Покровского в том же 1919 году на базе бывшего Московского Коммерческого института (впоследствии Московский институт народного хозяйства им. Г. В. Плеханова, ныне Российская экономическая академия. В том же году возобновляет работу и Петроградский коммерческий институт, который становится, аналогично московскому, Институтом народного хозяйства. Институты народного хозяйства на базе ликвидируемых коммерческих институтов были созданы и на Украине (см. Харьковский институт народного хозяйства).
В период наиболее сильного расстройства денежного обращения и разрушения внутренних товаропотоков в экономике, в период 1918—1920 гг. государство было вынуждено проводить
политику военного коммунизма, в том числе организовывать безденежный продуктообмен. Как таковая, безденежная экономика не требует большого числа специалистов с коммерческим образованием. Однако «военный коммунизм» рассматривался не как перспективная политика, а как временная мера. Это подтверждает и тот факт, что несмотря на самый разгар Гражданской войны, и на то, что советская власть утвердилась далеко не по всей стране, в декабре 1918 года Наркомфин принимает решение о создании Московского финансово-экономического института.
Этот специализированный финансовый вуз не имел аналогов в Российской империи. По уровню своей подготовки его выпускники с высшим образованием покрывали будущие потребности экономики в части учётно-экономических специальностей — их подготовку до революции в известной степени обеспечивали высшие коммерческие училища. В дальнейшем эта подотрасль расширялась за счёт средних специальных заведений (техникумов), в том числе учётно-кредитных и торговых.
В те же 1920-е годы получает, наконец, свою академическую и материально-техническую базу товароведение (см. по ссылке) — одна из базовых дисциплин коммерческого образования, которую, вплоть до революции, преподавали, в основном, по зарубежным учебникам, не ориентированным на широкую и специфическую номенклатуру внутреннего рынка России, и объективно быстро устаревавшим в силу ускорения научно-технического прогресса и появления новых товаров. В этой образовательной подотрасли также организовывались средние специальные учебные заведения. К концу 1920-х годов одним из ведущих центром подготовки специалистов с высшим образованием в области товароведения и торговли («по-старому», коммерции) становится Ленинградский институт народного хозяйства, получающий при преобразовании в 1930 году название Института советской торговли (ныне Санкт-Петербургский торгово-экономический институт).
Хотя проводившаяся в 1921-28 гг. «Новая экономическая политика» (НЭП) и сопровождалась видимым восстановлением многих «старорежимных» элементов, включая частное предпринимательство, сам термин «коммерческий», заимствованный ещё в петровскую эпоху из германских языков, стал выпадать из лексикона, заменяясь русским словом «торговый». Однако понятие «коммерческий» применительно к образованию выходит из употребления как термин, но не как объект. Вновь созданная в СССР система высших и средних специальных учебных заведений перекрывает практически всю область знаний, необходимых для подготовки работников сферы внутренней и внешней торговли, финансов и кредита, изучения внутреннего и внешних товарных рынков, развития товароведения — то есть всех сфер, в которых до революции трудились выпускники коммерческих школ, училищ и институтов.

### 1928—1988
Принятие в 1927 году Первого пятилетнего плана (1929—1932) обозначило переход СССР от смешанной многоукладной экономики к плановой социалистической: 
…только то строительство может заслужить название социалистического, которое будет производиться по крупному общему плану, стремясь равномерно использовать экономические и хозяйственные ценности.
Чтобы реализовать этот принцип, в 1928—1930 годы потребовать кардинально реформировать, а во многом и создать заново, с чистого листа всю систему управления экономикой, финансовых и хозяйственных органов; отладить сбор и обобщение статистической и другой коммерческой информации в масштабах страны. Активизация внешнеэкономических связей повлекла за собой необходимость активизировать сбор информации, доставку и товароведческую экспертизу по обширной номенклатуре новых товаров с внешних рынков. Наконец, изменилась и хозяйственно-правовая основа. Соответственно, потребовалось реорганиовать всю систему торгово-экономического образования в СССР.
Многопрофильность образовательных программ коммерческих институтов Российской империи, где под одной крышей обучали и товароведению, и банковскому делу, и счетоводству, и политической экономии была адекватна потребностям, в общем-то, не самого сильного индустриального базиса, созданного к 1914 году. Управленческая же надстройка его также была подчинена насущным задачам развития народного хозяйства России не в большей мере, чем доля русского капитала в соответствующих компаниях.
Проведённая в 1930 году реформа системы высшего образования обеспечила необходимую специализацию вузов на важнейших направлениях общего «коммерческого дела». Стандартизация учебных программ применительно к перечню специальностей — лишь организационный, технический момент этой реформы. Главное же состояло в том, чтобы каждый вуз, работающий по общим для всей страны программам, одновременно являл собой и научно-исследовательский центр, со своим уникальным коллективом профессоров, разрабатывающих те или иные — ведущие для данного вуза — направления.
В 1931 году по инициативе наркома (министра) внешней и внутренней торговли СССР (а позднее наркома снабжения) А. И. Микояна при СНК СССР создаётся Всесоюзная академия внешней торговли — центр подготовки специалистов и исследования конъюнктуры мировых рынков. С 1939 года академия получает статус высшего учебного заведения для подготовки лиц с высшим образованием по специальности «Международные экономические отношения». 14 октября 1944 года СНК СССР, в предвидении неизбежности Победы, и следующим за ней восстановлением и активизацией международных связей, в том числе экономических, преобразует созданный годом ранее международный факультет МГУ в Институт международных отношений. Из трёх его факультетов два — международных экономических отношений и международного права — принимают на себя ещё один важнейший образовательный компонент коммерческого образования.
Финансы и кредит выделились в СССР в отдельную образовательную подотрасль, представленную такими вузами, как вновь созданный в 1918 году Московский финансовый институт (МФИ), и Ленинградский финансово-экономический институт (ЛФЭИ), преобразованный в 1930 году из экономического факультета Ленинградского политехнического института.
В силу столичной своей дислокации Московский институт народного хозяйства (МИНХ) им. Г. В. Плеханова (в 1919—1924 им. К.Маркса) сконцентрировался на задачах, всесоюзных по своим масштабам, и долгие годы был главной кузницей кадров Госплана и Госснаба СССР: в вузе было организовано два отдельных факультета повышения квалификации (ФПК) для этих работников. Помимо них в МИНХ были факультеты:
- общеэкономический
- экономики промышленности
- экономики и планирования материально-технического снабжения
- экономической кибернетики
- торгово-экономический
- финансовый
- товароведения промышленных товаров
- товароведения продовольственных товаров
- технологический
- механический

а также заочный факультет и ФПК преподавателей вузов и техникумов.
Зато ленинградский ИНХ стал Институтом советской торговли им. Ф.Энгельса (ЛИСТ): одним из приоритетных направлений этого второго по значению в СССР после МИНХ торгово-экономического вуза стало товароведение. Многие выпускники ЛИСТ работали в системе Торгово-промышленной палаты на экспертизе экспортно-импортных грузов — Ленинград был важнейшим внешнеторговым портом СССР:
Ни один порт в Союзе не имеет такого обширного ассортимента ввозимых и вывозимых товаров
Бывшее же Харьковское училище ещё в начале 1920-х годов специализировалось в области юриспруденции; однако хозяйственное право изучалось и разрабатывалось чаще не в специальных вузах, а на юридических факультетах университетов.
Понятие университета было и в Российской империи, и в СССР уникальной, высшей титулатурой. Звание университета носили лишь действительно универсальные вузы, многочисленные факультеты которых представляли все направления знаний, каждое из которых представляло собой сильнейший центр оригинальной научной мысли в масштабах всей страны. Словосочетание «Университет рыбного хозяйства» вызывало в XIX—XX веке у образованных людей такую же ироничную реакцию, как и «рыбный универмаг», и хрестоматийный «профессор кислых щей».
Перед войной, в 1940 году в Ленинградском университете открывается экономический факультет (в МГУ экономический факультет создан в 1941 году). При создании предполагается, что эти университетские факультеты принимут на себя подготовку специалистов в области планирования народного хозяйства (в том числе торговли), отчасти разгружая тем самым институты народного хозяйства.

### 1988—1991
Вскоре после избрания Генеральным секретарём ЦК КПСС М. С. Горбачёва (март 1985 г.), начавшего т. н. перестройку в СССР, наступило резкое ухудшение внешнеэкономической конъюнктуры. Обвальное падение цен на нефть (с $30,35 за баррель в октябре 1985 г. до $10,43 в марте 1986 г.) резко снизило экспортную выручку: поступления в бюджет от экспорта нефти сократились в 1985—1986 г. на 30 %. Соответственно сократился и импорт, что повлекло за собой дальнейшее
обострение дефицита потребительских товаров.
Пытаясь найти выход в расширении частнопредпринимательской инициативы, правительство приняло ряд нормативных актов: 19 ноября 1986 г. — Закон СССР «Об индивидуальной трудовой деятельности»; 13 января 1987 г. — Постановление № 48 Совета министров СССР, разрешившее создание совместных предприятий с участием организаций и фирм капиталистических и развивающихся стран; 5 февраля 1987 г. — Постановление Совмина СССР «О создании кооперативов по производству товаров народного потребления». Закон «О кооперации в СССР» от 26 мая 1988 г. разрешил кооперативам заниматься любыми не запрещёнными законом видами деятельности, в том числе торговлей. Все эти меры немедленно повлекли за собой резкое повышение спроса на учётных работников. Возрос спрос и на лиц, имеющих коммерческий опыт работы с зарубежными контрагентами.